# Хотшотс
«Хотшотс» (англ. SA Hotshots) — бывшая австралийская мужская команда по хоккею на траве из города Аделаида.

## История
«Хотшотс» представляла Южную Австралию в мужской Австралийской хоккейной лиге в 1991—2018 годах. В 1991—2007 годах команда называлась «Аделаида Хотшотс», в 2008—2014 годах — «Саутерн Хотшотс».
В 2019 году вместо «Хотшотс» и женской команды «Санс» в Аделаиде был создан клуб «Аделаида Файр», который вошёл в Hockey One — высший эшелон австралийского хоккея на траве, который пришёл на смену Австралийской хоккейной лиге.

## Достижения
Команда ни разу не выходила в финал лиги, трижды выигрывала бронзовые медали (1991—1992, 1996).
В 1995 году хоккеист Хотшотс Лахлан Элмер был признан лучшим игроком Австралийской хоккейной лиги.

## Известные игроки
В составе «Хотшотс» в разные годы выступали хоккеисты сборной Австралии Пол Льюис, Грант Шуберт, Крейг Виктори, Лахлан Элмер.

## Стадион
Домашние матчи проводит на поле государственного хоккейного центра в Аделаиде, рассчитанного на 4000 мест (330 из них — постоянные).